# Prometheus – The Discipline of Fire & Demise
Prometheus – The Discipline of Fire & Demise ist das vierte und letzte Studioalbum der norwegischen Black-Metal-Band Emperor. Es erschien im Jahr 2001 bei Candlelight Records und Nuclear Blast.

## Entstehung und Veröffentlichung
Ende der 1990er Jahre hatten die Bandmitglieder begonnen, sich verstärkt musikalischen Nebenprojekten zu widmen. So gründete Samoth mit Trym Zyklon, Ihsahn gründete Peccatum. Beide Bands zeigten zwar Black-Metal-Einflüsse, Zyklon war jedoch eher am Death Metal orientiert, Peccatum experimentierte mit verschiedenen Stilelementen. Bei Emperor trat in der Folge das Problem „einer mangelnden gemeinsamen musikalischen Perspektive“ zu Tage. Mit der Veröffentlichung des vierten Albums, das von Ihsahn allein geschrieben und produziert worden war, gab die Band ihre Auflösung bekannt.

## Titelliste
1. The Eruption – 6:28
2. Depraved – 6:32
3. Empty – 4:16
4. The Prophet – 5:41
5. The Tongue of Fire – 7:10
6. In the Wordless Chamber – 5:12
7. Grey – 5:05
8. He Who Sought the Fire – 5:28
9. Thorns on My Grave – 5:55

## Stil
Prometheus – The Discipline of Fire & Demise ist ein Konzeptalbum über die mythologische Figur Prometheus. Es entwickelt Emperors Stil stark weiter. Die Stücke sind komplex und lassen keine traditionellen Strukturen erkennen. Emperor benutzen viele Tempo- und Rhythmuswechsel, jedoch weniger ruhige Passagen als auf früheren Alben. Auch die symphonischen Keyboardarrangements sind weniger dominant, wirken dagegen gelegentlich psychedelisch angehaucht. Schnelle Riffs und virtuose Soli, Blastbeats und Doublebass-Spiel sowie der äußerst variable Gesang stehen im Vordergrund. Die Atmosphäre der anderen Veröffentlichungen weicht hier meist dem technischen Anspruch der sperrigen Kompositionen.

## Rezeption
Die Reaktionen auf das Album waren eher gespalten. Auf metal.de wurde konstatiert, es „wird der Klasse von ‘Anthems’ und ‘Nightside Eclipse’ in keinster Weise gerecht […], weil von der faszinierenden, bösartigen Atmosphäre […] nichts mehr übrig zu sein scheint […], weil Emperor eine Komplexität erreicht haben, die kaum noch nachvollziehbar ist“. Auch Deadleft vom Online-Magazin Vönger kritisierte: „Es fällt schwer, dem Gehörten zu folgen. Der Bedarf an Konzentration ist sehr hoch, will man nicht Gefahr laufen, die Musik vorschnell als chaotisches und undurchschaubares Kuriosum abzutun.“ Andererseits habe das Album „eindrucksvoll und endgültig bestätigt, dass Emperor eine der innovativsten, fortschrittlichsten und technisch anspruchsvollsten Metal-Bands gewesen ist“. Für Jan Hamm von den Babyblauen Seiten bewies Prometheus „in letzter Instanz, dass Black Metal mitnichten roh und primitiv klingen muss“. Die Schwäche des Albums sei lediglich, dass der Hörer Geduld und „ein kleines Potential masochistischer Hingebung“ haben müsse. Volkmar Weber vom Rock Hard resümierte: „Eine majestätische Orgie des Wahnsinns, die EMPEROR für alle Zeiten unsterblich machen wird.“